# Un jour, une vie (film)
Pour les articles homonymes, voir Un jour, une vie (homonymie).
Pour plus de détails, voir Fiche technique et Distribution.
Un jour, une vie / L’autre versant de la montagne (The Other Side of the Mountain, L'Autre Versant de la montagne au Québec) est un film américain réalisé par Larry Peerce, sorti en 1975.

## Sujet du film
Le sujet du film s'inspire de la vraie histoire de la skieuse américaine Jill Kinmont qui, à l'âge de 18 ans, a été paralysée après une chute lors d'une descente et a dû se résigner à se déplacer en fauteuil roulant.

## Fiche technique
- Titre original : The Other Side of the Mountain
- Titre français : Un jour, une vie
- Titre quebecois : L'Autre Versant de la Montagne
- Réalisation : Larry Peerce
- Scénario : David Seltzer, E.G. Valens, d'après le livre A Long Way Up de E.G. Valens
- Direction artistique : John DeCuir[1]
- Costumes : Grady Hunt
- Photographie : David M. Walsh
- Montage : Eve Newman
- Musique : Charles Fox, Olivia Newton-John
- Production : Edward S. Feldman (en)
- Société(s) de production : Universal Pictures, Filmways Pictures (production)[2]
- Société(s) de distribution : (États-Unis) Universal Pictures
- Pays de production : États-Unis
- Année : 1975
- Langue originale : anglais
- Format : couleur (Technicolor) – 35 mm – 1,85:1 – mono (Westrex Recording System)
- Genre : drame
- Durée : 103 minutes
- Date de sortie : 
  - États-Unis : 14 novembre 1975 (New York)

## Distribution
- Marilyn Hassett (VQ : Élizabeth Lesieur) : Jill Kinmont
- Beau Bridges (VQ : Yvon Thiboutot) : Dick Buek
- Belinda Montgomery[3] : Audra Jo
- Nan Martin (VQ : Dyne Mousso) : June Kinmont
- William Bryant (en) (VQ : Michel Dumont) : Bill Kinmont
- Dabney Coleman (VQ : Ronald France) : Dave McCoy
- Bill Vint : Buddy Werner
- Hampton Fancher : Lee Zadroga
- William Roerick (VQ : Léo Ilial) : Dr Pittman
- Dori Brenner (VQ : Claudine Chatel) : Cookie
- Walter Brooke (VQ : Hubert Gagnon) : Dean
- Jocelyn Jones (VQ : Louise Turcot) : Linda Meyers
- Greg Mabrey : Bob Kinmont
- Tony Becker : Jerry Kinmont
- Griffin Dunne : Herbie Johnson
- Warren Miller : Dr Enders
- Robin Pepper : Skeeter Werner
- Brad Savage : Boy in Wheelchair

Source: Doublage Québec

## Distinctions

### Récompenses
- Golden Globes 1976 :
  - Golden Globe de la révélation féminine de l'année pour Marilyn Hassett

### Nominations
- Golden Globes 1976 :
  - Meilleure chanson originale pour Richard's Window de Charles Fox et Norman Gimbel
  - Meilleure musique de film pour Charles Fox
  - Meilleure actrice dans un film dramatique pour Marilyn Hassett
- Oscar 1976 :
  - Meilleure chanson pour Richard's Window de Charles Fox et Norman Gimbel